# Richard Páez
Richard Páez (Maracaibo, 31 december 1952) is een voormalig voetballer uit Venezuela die na zijn actieve loopbaan het trainersvak instapte. Hij was zes jaar bondscoach van Venezuela (2001-2007) en had de ploeg 88 duels onder zijn hoede. Zelf speelde de middenvelder elf officiële interlands voor zijn vaderland in de jaren zeventig. Zijn zoon Ricardo (1979) kwam eveneens uit voor de nationale ploeg van het Zuid-Amerikaanse land.